# トキソプラズマ症
トキソプラズマ症（トキソプラズマしょう、Toxoplasmosis）とは、トキソプラズマ（Toxoplasma gondii）による原虫感染症である。世界中で見られる感染症で、世界人口の3分の1が感染していると推測されているが、有病率には地域で大きな差がある。健康な成人の場合には、感染しても無徴候に留まるか、せいぜい数週間のあいだ軽い風邪のような症状が出る程度である。しかし臓器移植後やエイズ患者など、免疫抑制状態にある場合には重症化して死に至ることもあり、重篤な日和見感染症といえる。重症化した場合には、脳炎や神経系疾患をおこしたり、肺・心臓・肝臓・眼球などに悪影響をおよぼす。また、妊婦が初感染すると胎児が先天性トキソプラズマ症を発症する場合がある。予防するためのワクチンはない。
日本では家畜伝染病予防法において届出伝染病に指定されている（対象はめん羊、山羊、豚、いのしし）。なお、日本獣医学会の提言で法令上の名称が「トキソプラズマ病」から「トキソプラズマ症」に変更された。

## 病原体
トキソプラズマはアピコンプレックス門に属する単細胞生物である。以下の3つの形態をとる。
栄養型
栄養型は急増虫体（タキゾイト）と呼ばれており、細胞内に寄生して無性生殖により急激に増殖する。消毒液や胃酸などに対する抵抗性を持たないため、これを摂食しても感染は起きにくい。しかし眼や鼻の粘膜や外傷から感染することがある。
シスト
脳や筋肉の組織中に厚く丈夫な壁に包まれた球形のシストを作る。シストには数千におよぶ緩増虫体（ブラディゾイト）が含まれており、無性生殖によりゆっくりと増殖している。シストは室温でも数日、4 ℃なら数ヶ月生存しており、-12 ℃までの低温にも耐えるが、熱処理（56 ℃15分）や冷凍処理（-20 ℃24時間）で不活化できる。
オーシスト
終宿主であるネコ科の動物に感染すると、有性生殖を行ってオーシストが形成される。オーシストは糞便中に排出され、環境中で数日間かけて成熟し、数ヶ月以上生存している。消毒液に対する抵抗性が高いが、シスト同様の処理で不活化できる。

## 感染経路
トキソプラズマは人間を含む幅広い温血動物に寄生するが、終宿主はネコ科の動物である。人間への感染経路としては、シストを含んだ食肉やオーシストを含むネコの糞便に由来する経口感染が主である。オーシストは耐久性があるので、直接糞便に接触しなくても、土壌を経由して野菜や水を汚染する場合がある。その他に妊婦から胎児への経胎盤感染がある。

### 食肉
おそらくほぼ全ての哺乳類・鳥類がトキソプラズマに感染する可能性があり、したがって食肉は種類によらず感染源になりうる。とくに羊肉・豚肉・鹿肉など、高頻度にシストが見付かるものもある。感染動物由来の食肉を生食したり加熱が不十分だったりすると、感染の原因となる。食肉そのものだけでなく、包丁やまな板などが汚染されて、それが他の食材や手を汚染することもある。

### ネコ
例えばネコの糞便中のオーシストが付着した物質を食餌としてネズミが食べることで感染し、ネズミの体内に形成されたシストはネコがネズミに噛み付くことで取り込まれる、という具合に生活環が成立していると考えられる。人間への感染経路としては、飼い猫のトイレ掃除、園芸、砂場遊びなどで手に付いたオーシストが口に入ることが考えられる。

### 胎盤
感染は通常腸管で起こるが、マクロファージに侵入し血流に乗って全身へ広がることができる。このとき宿主が妊娠していると、胎盤を経由して胎児に伝染する場合がある。伝染のリスクは感染時期によって異なり、妊娠初期の感染では低率で、しだいに増加し妊娠末期ではリスクは70%に達する。ただし、胎児の症状は感染時期が早いほど重篤になる。

### その他
臓器移植や輸血によって感染した例が知られている。また実験中に誤って注射したり、飛沫が眼や鼻に入って感染した例もある。

## 症状

### 免疫系が正常な場合
初感染でも、およそ8割の場合は発熱もなくリンパ節が腫れる程度でほとんど気付かれない。残り2割程度では、リンパ節の腫れや発熱・筋肉痛・疲労感が続く亜急性症状が出て、そのあと緩やかに（1ヶ月程度で）回復する。この間、患者は単球が増加しており、伝染性単核球症と似た徴候を示す。普通は治療の必要がない場合が多い。しかし、まれに急性症状を示す患者がいる。この場合は眼（脈絡網膜炎）、心臓、肺などに病変が起き、神経系に症状が出る場合もある。血液中に原虫が認められる虫血症(parasitemia)も長引き、尿や唾液のような体液にも原虫が出現する。
いずれの場合でも組織中にシストが生じて慢性感染に移行する。シストの検出は難しい。慢性感染になった場合の治療法は確立していないが、特に症状が出るわけではないので問題になることは少ない。
トキソプラズマの慢性感染が宿主に影響を与えるという研究報告がいくつかある。
1. 疫学的な研究により、トキソプラズマ陽性だと男児が生まれやすいという結果が得られている[4]。
2. トキソプラズマに感染したマウスはネコのフェロモンを恐れなくなる（猫の尿の匂いに引き寄せられるようになる）。これはネコを終宿主とする原虫にとっては都合がいいと思われる。詳しい機構はわかっていないが、ドーパミン量が多くなっていることと関係があるかもしれない[5][6]。
3. トキソプラズマの慢性感染によりヒトの行動や人格にも変化が出るとする研究報告もあり、男性は反社会的に女性は社交的になる、男性はリスクを恐れなくなる・集中力が散漫となる・規則を破る・独断的・反社会的・猜疑的・嫉妬深い・女性に好ましくない、女性は社交的・ふしだら・男性に媚びをうる、などの傾向が見られる[7]。近年の研究によっててんかん、アルツハイマー病、パーキンソン病、統合失調症、双極性障害、パーソナリティ障害、間欠性爆発性障害など多くの精神疾患や人格の変化[8]、がんとの間に関連があることが徐々に明らかになってきた[9][10][11]。大学生においても経営や起業などビジネス系を専攻する傾向が見られ、社会人でも起業経験者は感染率が高い[8]。

### 免疫抑制状態の場合
免疫抑制状態の患者が罹患すると中枢神経系障害や肺炎・心筋炎を起こすこともあり、より重篤な疾患を引き起こしやすい。
トキソプラズマ陽性のエイズ患者は、Tリンパ球が200以下になると予防をしないかぎりトキソプラズマ脳症を発症する。これはシスト中の緩増虫体が活性化し、血流に乗って全身に広がり脳に至るためである。病状は潜行性になるときもあり、この場合は突然脳症を発症する。脳を冒されると、神経症状が出て急速に進行する。症状は部位に応じてさまざまで、片麻痺、失語、視野狭窄、眠気、不安感など。まれだが延髄を冒された場合は、対麻痺が起こる。

## 先天性トキソプラズマ症
免疫系が正常でも妊娠している場合には特別な注意が必要になる。妊婦が虫血症になると、原虫が胎盤に移行して胎児への感染が成立し、先天性トキソプラスマ症に至る可能性があるためである。
トキソプラズマは胎児血流に乗って脳を含む全身臓器に移行する。
ほぼ全例が母親の妊娠中の初感染に起因するが、再感染を疑う症例も報告されている  。
妊娠初期
胎児へ伝染するリスクは低いものの伝染したときの症状は重篤になる。原虫が中枢神経系の発達に影響して、頭蓋骨の形成異常、頭蓋内の石灰化、水頭症、大頭症、脳室の膨大などを引き起こし、流産、死産、または出産後数ヶ月で死亡するか、精神運動障害が生じる場合が多い。神経症状としてひきつけ、緊張・弛緩、異常な反射が、そして成長不全や脈絡網膜炎などが見られる。
妊娠中期
4ヶ月以降の感染では、内臓、特に消化器系に影響が出る。黄疸、脾臓や肝臓の肥大、粘膜からの出血などが多く、しばしば予後不良となる。
妊娠後期
出生時には症状が明らかでないことも多い。早くに気付かれる症状としては、色素性の脈絡網膜炎、難聴、ひきつけや精神運動発達の遅れ、頭蓋の肥大などが挙げられる。数年たってから眼に病変が見付かって先天性トキソプラズマ症と診断されることもある。
感染診断
母体が感染したことを診断するには、免疫学的な方法を用いる。（理論的には血液中やリンパ節から原虫を検出することもできるが、一般に困難である。）そこで妊娠がわかったときにはあらかじめトキソプラズマ抗体を調べておくのである。はじめから陽性であればすでに初感染は済んでいるので胎児への影響はないと考えられる。はじめは陰性であったのに陽転した場合には先天性トキソプラズマ症を発症するおそれがある。早期薬剤投与によって先天性トキソプラズマ症の発症を抑えることが出来るので早期診断が重要である。治療は主にスピラマイシンを用いる。通常用いられるサルファ剤は妊婦には禁忌である。

## 予防
- 調理の前後にはよく手を洗う
- 園芸や猫の世話をする時にはゴム手袋などを着用する
- 生食や無滅菌の牛乳を避け、加熱、燻製、塩蔵がしっかりされた食品をとる
- 24時間以上冷凍した食品を使う
- 野菜や果物は酢水で洗ってから食べる
- 猫はできるだけ部屋飼いにし、生肉を与えたり狩りをさせたりしない
- 肉類は十分に加熱し食べる
- 妊婦は、生肉はもちろん、十分に加熱していない肉を食べない

もし飼い猫が外出せず、かつ生肉を食べないのであれば、飼い猫から感染するリスクは高くない。
ゴム手袋などを着用して飼い猫のトイレを毎日清潔に保ち、適宜ゴム手袋を消毒する。
どこで食事をしているかわからないようなネコは、近づけない。
生肉、動物、ネコの糞便に汚染される可能性があるものなどを取り扱う職業に就いている場合は、注意が必要である。獣医師や繁殖家とその補佐、食肉処理場・加工場や肉屋の従業員や検査員、農家、造園家、研究施設や衛生試験場の技師、医師や保健衛生関連の専門家などが該当する。

### 妊婦における注意事項
先天性トキソプラスマ症を防ぐために、妊婦においては特に厳重な予防策が必要である 。
まず、十分に加熱していない肉を食べることは危険である。生ハム、ローストビーフ、レアステーキ、肉のパテ（火を通していないパテ、加熱不十分なパテ）、生サラミ、生ベーコン、ユッケ、馬刺し、鳥刺し、鹿刺し、エゾシカのレアステーキ、鯨刺し、ヤギ刺し、加熱が不十分なジビエ(野生の鳥獣)料理、等はトキソプラズマを含む可能性があるとされる。また、土いじりをすることは危険である。庭や畑や公園の砂場では、ネコがトキソプラズマを含んだ糞をしている可能性がある。ネコの糞が含まれた土からの感染を防ぐために、作業中は手袋や眼鏡やマスクを装着すること、作業後は十分な手洗いをすること、 収穫したものはよく洗浄してから食べることが大切とされる。
ネコの飼育にも危険を伴う。排菌するのは「トキソプラズマに初めて感染して二週間以内のネコ」だけだが、未感染のネコが多い。ネコに感染させないため、猫を外へ出さない、猫に生肉をあたえない、（成猫・子猫にかかわらず）他所の猫と接触させない、といった工夫が必要である。ネコからの感染を防ぐため、猫の糞にふれない（ネコのトイレ掃除は妊婦にさせない）、猫のトイレ掃除は頻繁に行う（1日2回）、猫の糞は密閉して捨てる、といった工夫が必要である。

## 疫学
トキソプラズマは全人類の30-50%に感染していると考えられている。成人での抗体陽性率は、アジアでは少なく、アメリカでは約11%、北欧やイギリスで30%以下、ヨーロッパ南部と湿潤アフリカで20-50%、ヨーロッパ西部では50-70%に達する。フランスは特に多いことが知られており、抗体陽性率は全体で80%を超え、妊婦に限っても54%と高率である。これは生に近い肉を好む食習慣があることと関係している。ドイツ（約80%）・オランダ（80%超）・ブラジル（67%）も多い国として知られている。日本では、地域差があるが10%前後となっている。
1948年にアルバート・サビンとフェルドマン（H.A.Feldman）により、トキソプラズマ感染で産生された抗体をアルカリ性メチレンブルーで染色し定量確認する色素試験(Sabin–Feldman dye test)が開発された。

## ヒト以外の動物におけるトキソプラズマ症
日本ではめん羊、ヤギ、ブタ、イノシシのトキソプラズマ症が家畜伝染病予防法において届出伝染病に指定されている。と畜場法において感染食肉は全廃棄の対象となる。トキソプラズマ症以外での全廃棄の対象となる寄生虫病はピロプラズマ症、トリパノソーマ症、旋毛虫症、有鉤嚢虫症がある。治療にはマクロライド系抗生物質、サルファ薬、スルファモイルダプソン、ピリメサミンなどが使用される。